# Rävsjön (Ådals-Lidens socken, Ångermanland)
Rävsjön är en sjö i Sollefteå kommun i Ångermanland och ingår i Ångermanälvens huvudavrinningsområde. Sjön har en area på 0,151 kvadratkilometer och ligger 237,1 meter över havet. Sjön avvattnas av vattendraget Rävsjöån.

## Delavrinningsområde
Rävsjön ingår i det delavrinningsområde (704243-156506) som SMHI kallar för Mynnar i Vigdan. Medelhöjden är 331 meter över havet och ytan är 17,31 kvadratkilometer. Det finns inga avrinningsområden uppströms utan avrinningsområdet är högsta punkten. Rävsjöån som avvattnar avrinningsområdet har biflödesordning 3, vilket innebär att vattnet flödar genom totalt 3 vattendrag innan det når havet efter 101 kilometer. Avrinningsområdet består mestadels av skog (89 procent). Avrinningsområdet har 0,15 kvadratkilometer vattenytor vilket ger det en sjöprocent på 0,9 procent.